# Nemzeti Bajnokság I 1910-1911
L'edizione 1910-11 del Nemzeti Bajnokság I vide la vittoria finale del Ferencvárosi TC, che conquista il suo sesto titolo, il terzo consecutivo.
Capocannoniere del torneo fu Imre Schlosser del Ferencvárosi TC con 38 reti.
Il campionato era costituito da un girone per le squadre di Budapest, più altri campionati regionali. Questi si sarebbero sfidati tra di loro, e la vincente avrebbe sfidato la vincente di Budapest per il titolo nazionale. Il Kassai AC fu la squadra che avrebbe dovuto sfidare il Ferencvárosi TC per il titolo nazionale, ma la partita non venne disputata.

## Classifica (Budapest)
|    | Classifica          | G  | V  | N | P  | GF | GS | Dif | Pt |
| -- | ------------------- | -- | -- | - | -- | -- | -- | --- | -- |
| 1  | Ferencvárosi TC (C) | 18 | 16 | 0 | 2  | 77 | 19 | +58 | 32 |
| 2  | MTK                 | 18 | 10 | 4 | 4  | 37 | 18 | +19 | 24 |
| 3  | Bp. Törekvés SE     | 18 | 9  | 4 | 5  | 44 | 33 | +11 | 22 |
| 4  | Budapesti AK        | 18 | 9  | 3 | 6  | 38 | 28 | +10 | 21 |
| 5  | Budapesti TC        | 18 | 7  | 4 | 7  | 29 | 33 | -4  | 18 |
| 6  | MAC                 | 18 | 8  | 1 | 9  | 32 | 35 | -3  | 17 |
| 7  | Terézvárosi TC      | 18 | 5  | 3 | 10 | 18 | 48 | -30 | 13 |
| 8  | Nemzeti SC          | 18 | 4  | 4 | 10 | 26 | 40 | -14 | 12 |
| 9  | 33 FC               | 18 | 4  | 5 | 9  | 18 | 37 | -19 | 11 |
| 10 | Újpesti TE          | 18 | 2  | 4 | 12 | 23 | 51 | -28 | 8  |

- (C) Campione nella stagione precedente

### Verdetti
- Ferencvárosi TC campione d'Ungheria 1910-11.
- Újpesti TE retrocesso in Nemzeti Bajnokság II.